# Steinbach (Rothenburg ob der Tauber)
Steinbach ([ˈʃtaɪ̯nˌbax] ) ist ein Gemeindeteil der Großen Kreisstadt Rothenburg ob der Tauber im Landkreis Ansbach (Mittelfranken, Bayern). Steinbach liegt in der Gemarkung Rothenburg ob der Tauber.

## Geografie

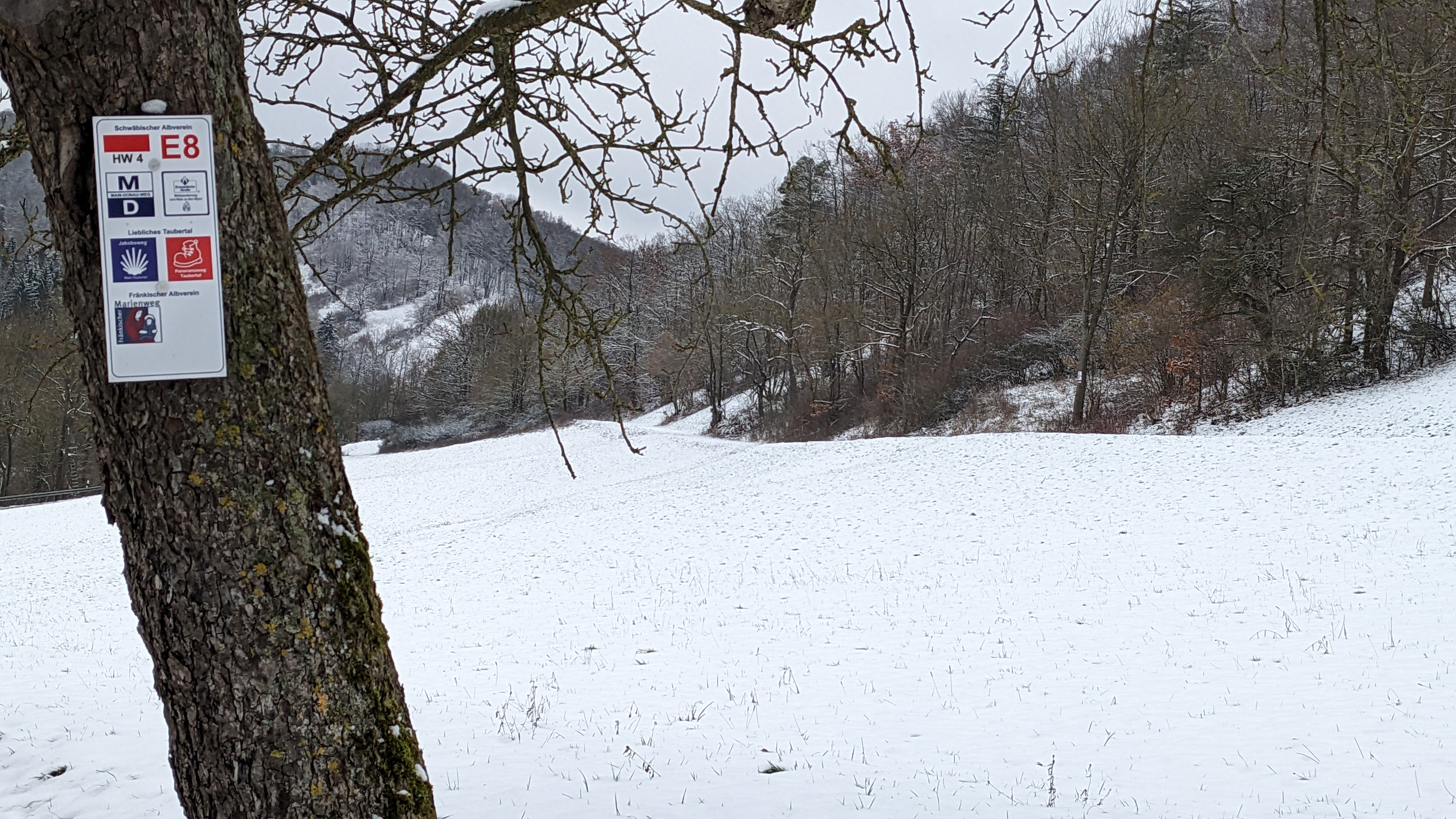
Wanderwegschilder bei Steinbach

Der Weiler liegt am Steinbach, einem rechten Zufluss der Tauber. Im Norden grenzt das Rahmholz an. Ein Anliegerweg führt zur Staatsstraße 2268 bei der Weißenmühle (0,3 km westlich). Durch den Ort verläuft der Fränkische Marienweg.

## Geschichte
Im Geographischen Lexikon (1802) wird der Ort folgendermaßen beschrieben:

„Steinbach, gemeinhin Steinbächla, ganz Reichsstadt Rothenburgischer innerhalb der Landesgränze gelegener, drey Viertelstunden von der Stadt entfernter Weiler, gegen Creglingen [Sp. 426] zu, von 10 Gemeindrechten und 11 Haushaltungen. Die Besitzer haben, wie die Detwanger, das Bürgerrecht und werden zur Stadt gerechnet. Der Ort ist nach Betwar eingepfarrt. Der große, kleine und Weinzehnt gehört mit 1 Viertel dem Spital und 3 Viertel Privaten daselbst.“

Mit dem Gemeindeedikt (frühes 19. Jahrhundert) wurde der Ort dem Steuerdistrikt und der Munizipalgemeinde Rothenburg ob der Tauber zugewiesen.

### Einwohnerentwicklung
| Jahr      | 001818 | 001840 | 001871 | 001885 | 001900 | 001925 | 001950 | 001961 | 001970 | 001987 |
| Einwohner | 51     | 97     | 42     | 58     | 53     | 44     | 68     | 47     | 49     | 24     |
| Häuser    | 7      | 12     |        | 11     | 11     | 11     | 10     | 10     |        | 7      |
| Quelle    | [ 8 ]  | [ 9 ]  | [ 10 ] | [ 11 ] | [ 12 ] | [ 13 ] | [ 14 ] | [ 15 ] | [ 16 ] | [ 1 ]  |

## Religion
Der Ort ist seit der Reformation evangelisch-lutherisch geprägt und bis heute nach St. Georg (Bettwar) gepfarrt. Die Einwohner römisch-katholischer Konfession sind nach St. Johannis (Rothenburg ob der Tauber) gepfarrt.

## Kultur und Sehenswürdigkeiten

### Baudenkmäler
- Haus Nr. 11: Bauernhaus mit Satteldach, verputztes Fachwerk, 16./17. Jahrhundert, Queranbau 18. Jahrhundert[17]
- Steinbachbrücke: gewölbte Steinbrücke mit einem flachen Bogen, wohl 18. Jahrhundert, erneuert im frühen 20. Jahrhundert[17]

### Rad- und Wanderwege
Steinbach liegt am Taubertalradweg.